# Elewator zbożowy w Baborowie
Elewatror zbożowy w Baborowie – elewator zbożowy zlokalizowany w Baborowie (województwo opolskie) przy ul. Opawskiej.
Elewator o pojemności 32 000 ton zbóż wybudowano w latach 1967–1970. Od 14 lutego 2019 właścicielem obiektu jest firma Glenport z Elbląga, poprzednim właścicielem elewatora – od 1 lipca 2016 – była firma Ecco Argo. Na elewatorze umieszczone są stacje bazowe telefonii komórkowej. Doprowadzone są tu bocznice kolejowe ze stacji Baborów. Budowla brała udział w opolskim konkursie architektonicznym 10 pereł (zabytki techniki).